# Eucyclopera dimidionigra
Eucyclopera dimidionigra là một loài bướm đêm thuộc phân họ Arctiinae, họ Erebidae.